# بیسفنول زد
بیسفنول زد یک ترکیب آلی با فرمول شیمیایی (HOC6H4)2C(CH2)5 است. این ماده جامدِ سفید و محلول در آب به عنوان یک بیسفنول طبقه‌بندی می‌شود. این ماده، پیش‌ماده پلاستیک‌های پلی کربناتی ویژه است.